# 安迪·羅賓遜
安德魯·馬克·"安迪"·羅賓遜（英語：Andrew Mark "Andy" Robinson，1979年11月3日—），簡稱安迪·羅賓遜（英語：Andy Robinson），出生於威勒爾半島的伯肯赫特，是一名英格蘭足球運動員，司職中場，於2015年以35歲之齡因膝傷宣佈退役。
羅賓遜是多倫多FC副隊長兼威爾斯國腳卡爾·羅賓森的表弟。

## 球員生涯

### 早期
羅賓遜的足球生涯在非聯賽的默西塞德郡球會嘉慕蘭特開始，2002年12月1日，羅賓遜成為了燦美爾的一員。然而，燦美爾忽視了羅賓遜的潛力，僅為球隊在一場英格蘭足總錦標對貝利後補上陣，在不久後便放棄他。史雲斯給予了羅賓遜三個月試訓期後便和他簽訂逐月延長的合約。

### 史雲斯
羅賓遜與其默西賽德郡友人李爾·查度很快便適應史雲斯的打法，在開季首4場比賽射入兩球，於2003年9月5日獲史雲斯提供一年合約。羅賓遜更因常處理自由球有出色的表現而成為史雲斯球迷的偶像，然而其脾氣卻是唯一引人詬病的地方。2004/05年FAW超級杯決賽，羅賓遜後備上陣射入致勝球，協助史雲斯2-1擊敗首次奪標。在羅賓遜效力史雲斯期間，他只有幾次缺陣，包括2005/06年球季的頭5場賽事，同年首次入選PFA英甲年度最佳陣容。季後約滿的羅賓遜與史雲斯談判續約觸礁，而史雲斯曾分別拒絕卡迪夫城出價30萬英鎊及修安聯出價20萬英鎊的收購建議，最終羅賓遜於8月15日落實續約兩年。
2007/08年球季羅賓遜協助史雲斯獲得英甲冠軍，更再次入選PFA英甲年度最佳陣容。季後約滿的羅賓遜原定於4月30日與史雲斯商討續約條件。

### 列斯聯
在列斯聯和唐卡士打的附加賽決賽前，羅賓遜選擇加盟了列斯聯，不幸的是列斯聯在附加賽決賽中落敗，羅賓遜亦因而錯失了他來季登陸英冠的夢，其後羅賓遜表示他不後悔轉會及留在英甲作賽 。
羅賓遜在加盟次場對車士打的賽事中攻入其首個入球。2010年3月25日被外借到同屬英甲的護級球隊燦美爾直到球季結束，兩天後首次上陣對白禮頓即領紅。
2010年12月1日，羅賓遜被球會放棄。

### 燦美爾
2011年1月27日羅賓遜第三度加盟燦美爾，簽署短約效力至球季結束。

## 外部連結
- 足球数据库：安迪·羅賓遜的球员统计数据